# Aida Pontiroli
Aida Pontiroli de Zuloaga (1919-17 de abril de 2009) fue una botánica y pteridóloga argentina.

## Biografía
Aida Pontiroli realizó en 1947 su tesis de doctorado en la Universidad Nacional de La Plata sobre las aguas fluviales del partido de La Plata bajo la dirección de Ángel L. Cabrera.Trabajó en la División Plantas Vasculares (entonces Departamento Científico de Plantas Vasculares) del Museo de La Plata donde llegó a ser directora entre 1975 y 1977. Participó extensamente en la publicación de Flora de la Provincia de Buenos Aires, edición del Instituto Nacional de Tecnología Agropecuaria, con énfasis en las plantas Calyceraceae.
Fue miembro de la Sociedad Argentina de Botánica.

## Algunas publicaciones
- 1949. Nota sobre algunas algas argentinas antárticas y subantárticas. N.º 73 de Notas del Museo de La Plata: Botánica. La Plata: Ed. Universidad Nacional. pp. 334
- 1963. Flora argentina: Calyceraceae. Volumen 9, N.º 41 de Revista del Museo de La Plata: Sección botánica: 175-241.
- 1965. Sterculiaceae. En A. L. Cabrera (ed.), Fl. Prov. Buenos Aires, Colecc. Ci. Inst. Nac. Tecnol. Agropecu. 4(4a):221-223.
- 1965. Tiliaceae. En A. L. Cabrera (ed.), Fl. Prov. Buenos Aires, Colecc. Ci. Inst. Nac. Tecnol. Agropecu. 4(4a): 167-169.
- 1965. Valerianaceae. En A. L. Cabrera (ed.), Fl. Prov. Buenos Aires, Colecc. Ci. Inst. Nac. Tecnol. Agropecu. 4(5a): 380-385.
- 1966. Umbelliferae. En A. L. Cabrera (ed.), Fl. Prov. Buenos Aires, Colecc. Ci. Inst. Nac. Tecnol. Agropecu. 4(4a): 337-403.
- 1967. Capparidaceae. En A. L. Cabrera (ed.), Fl. Prov. Buenos Aires, Colecc. Ci. Inst. Nac. Tecnol. Agropecu. 4(3a): 273-281.
- 1967. Papaveraceae. En A. L. Cabrera (ed.), Fl. Prov. Buenos Aires, Colecc. Ci. Inst. Nac. Tecnol. Agropecu. 4(3a): 265-273.
- 1967. Ranunculaceae. En A. L. Cabrera (ed.), Fl. Prov. Buenos Aires, Colecc. Ci. Inst. Nac. Tecnol. Agropecu. 4(3a): 243-257.
- 1967. Resedaceae. En A. L. Cabrera (ed.), Fl. Prov. Buenos Aires, Colecc. Ci. Inst. Nac. Tecnol. Agropecu. 4(3a): 373.
- 1972. Especies nuevas o críticas de la flora jujeña. III. Bol. Soc. Argent. Bot. 14: 232-234.
- 1973. Especies nuevas o críticas de la flora jujeña. VII Bol. Soc. Argent. Bot. 16: 100-102.
- 1983. Asclepiadaceae. En A. L. Cabrera (ed.), Fl. Prov. Jujuy, Colecc. Ci. Inst. Nac. Tecnol. Agropecu. 13(8): 116-175.
- 1983. Convolvulaceae. En A. L. Cabrera (ed.), Fl. Prov. Jujuy, Colecc. Ci. Inst. Nac. Tecnol. Agropecu. 13(8): 176-222.
- 1993. Calyceraceae. En A. L. Cabrera (ed.), Fl. Prov. Jujuy, Colecc. Ci. Inst. Nac. Tecnol. Agropecu. 13(9): 537- 545.
- 1993. Campanulaceae. En A. L. Cabrera (ed.), Fl. Prov. Jujuy, Colecc. Ci. Inst. Nac. Tecnol. Agropecu. 13(9): 515-537.
- 1993. Labiatae. En A. L. Cabrera (ed.), Fl. Prov. Jujuy, Colecc. Ci. Inst. Nac. Tecnol. Agropecu. 13(9): 117-155.

## Abreviatura
- La abreviatura «Pontiroli» se emplea para indicar a Aida Pontiroli como autoridad en la descripción y clasificación científica de los vegetales.[8]